# Lares Compitales
I Lares Compitales erano divinità, forse di origine etrusca, preposte a vegliare e proteggere i crocicchi stradali, cioè i punti urbani ed extraurbani dove due o più strade si incrociavano. 

## Descrizione
Secondo le fonti storiche latine, il re Servio Tullio istituì a Roma i "Compitalia", la festa dei "Compita" (dei crocicchi), durante la quale si rendeva omaggio ai "Lares Compitales", le cui edicole votive sorgevano proprio in corrispondenza dei Compita. Inizialmente si trattò di una festa mobile, non essendoci giorni fissi per la sua celebrazione, anche se la ricorrenza cadeva tra la fine dei Saturnali e gli ultimi giorni di gennaio. In età tarda è attestata, invece, la data fissa del 3-5 gennaio. 
I Compitalia prevedevano processioni nel corso delle quali venivano portate in corteo le immagini dei Lares Compitales; sacrifici in onore dei medesimi; i "Ludi Compitali", gare di lotta, corse e recitazione. Nel 64 a.C., durante il periodo delle guerre civili, i Compitalia furono aboliti; ripristinati alcuni anni dopo, furono di nuovo soppressi da Giulio Cesare.
Augusto ripristinò il culto dei Lares Compitales, aggiungendovi anche quello del "Genius Augusti". I Vicomagistri, funzionari addetti alla sovrintendenza dei singoli quartieri cittadini, erano anche incaricati di curare l'organizzazione e lo svolgimento dei Compitalia. Ad Augusto era dedicato il Compitum Acili, rinvenuto nel 1932 durante i lavori per la costruzione della via dei Fori Imperiali, e descritto da Guglielmo Gatti.
La crisi della religione romana, iniziata nella tarda età repubblicana, s'intensificò in età imperiale, dopo che Augusto aveva provato a darle nuovo vigore. 
(Svetonio, Augustus, 31.)